# Mamusia Muminka
Mamusia Muminka (fiń. Muumimamma, szw. Muminmamman) – jedna z bohaterek serii książek Tove Jansson opowiadających o Muminkach oraz filmu animowanego z cyklu Muminki. Nie ma informacji, by miała jakiekolwiek imię. Mąż, przyjaciele i obcy mówią do niej po prostu: „Mamo Muminka”. Do jej cech charakterystycznych należą: niezwykła cierpliwość, wyrozumiałość, gościnność, oddanie rodzinie, oraz fakt, iż zawsze nosi przy sobie torebkę i fartuszek w paski. Jest także bardzo czuła, miła i dobra.